# Uzina de apă și parcul din Târgu Mureș
Uzina de apă și parcul este un ansamblu de monumente istorice aflat pe teritoriul municipiului Târgu Mureș.
Ansamblul este format din trei monumente:
- Stația de pompare (cod LMI MS-II-m-B-15508.01)
- Parc (cod LMI MS-II-m-B-15508.02)
- Rezervoare de apă (cod LMI MS-II-m-B-15508.03)

## Galerie

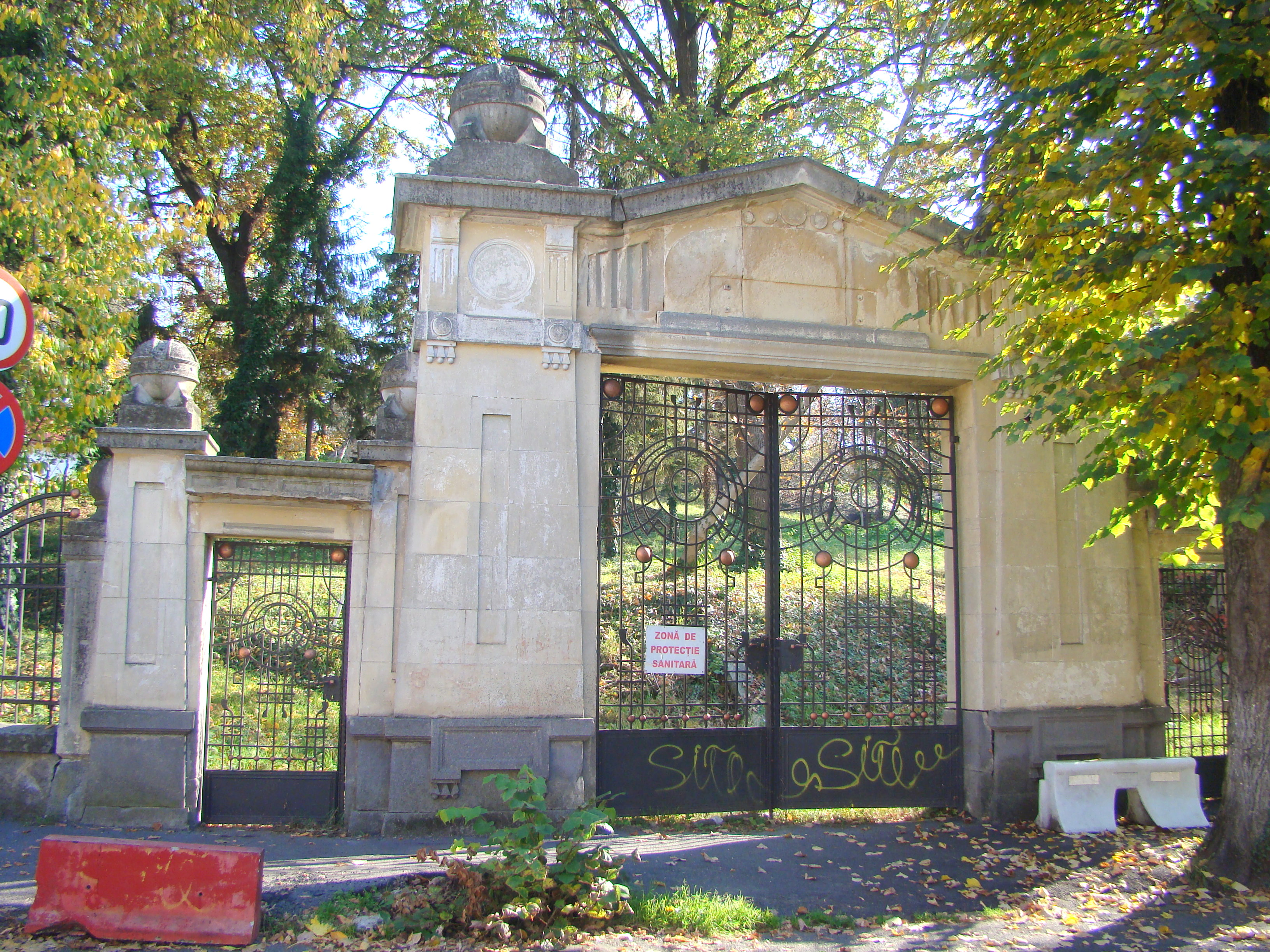
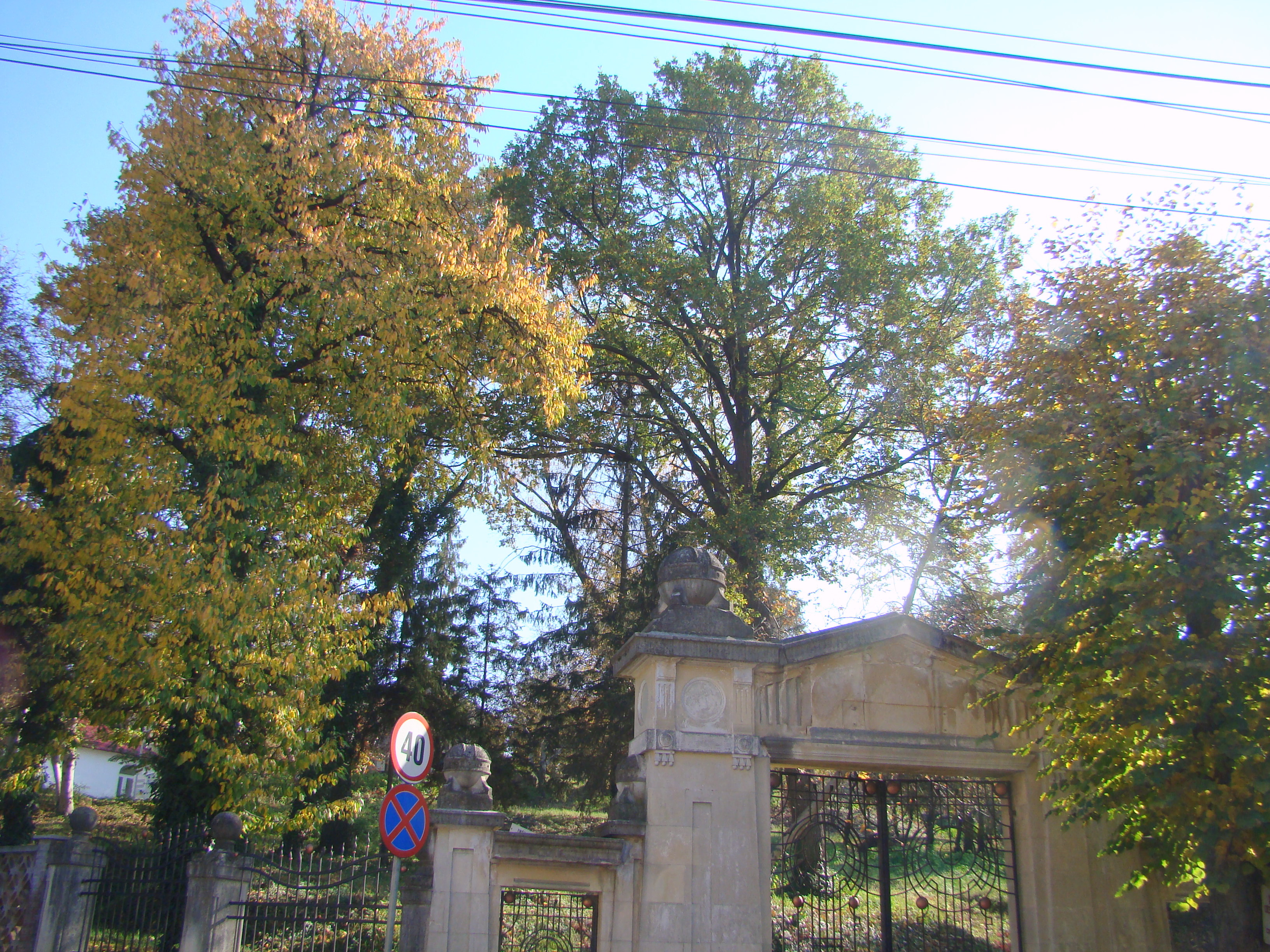
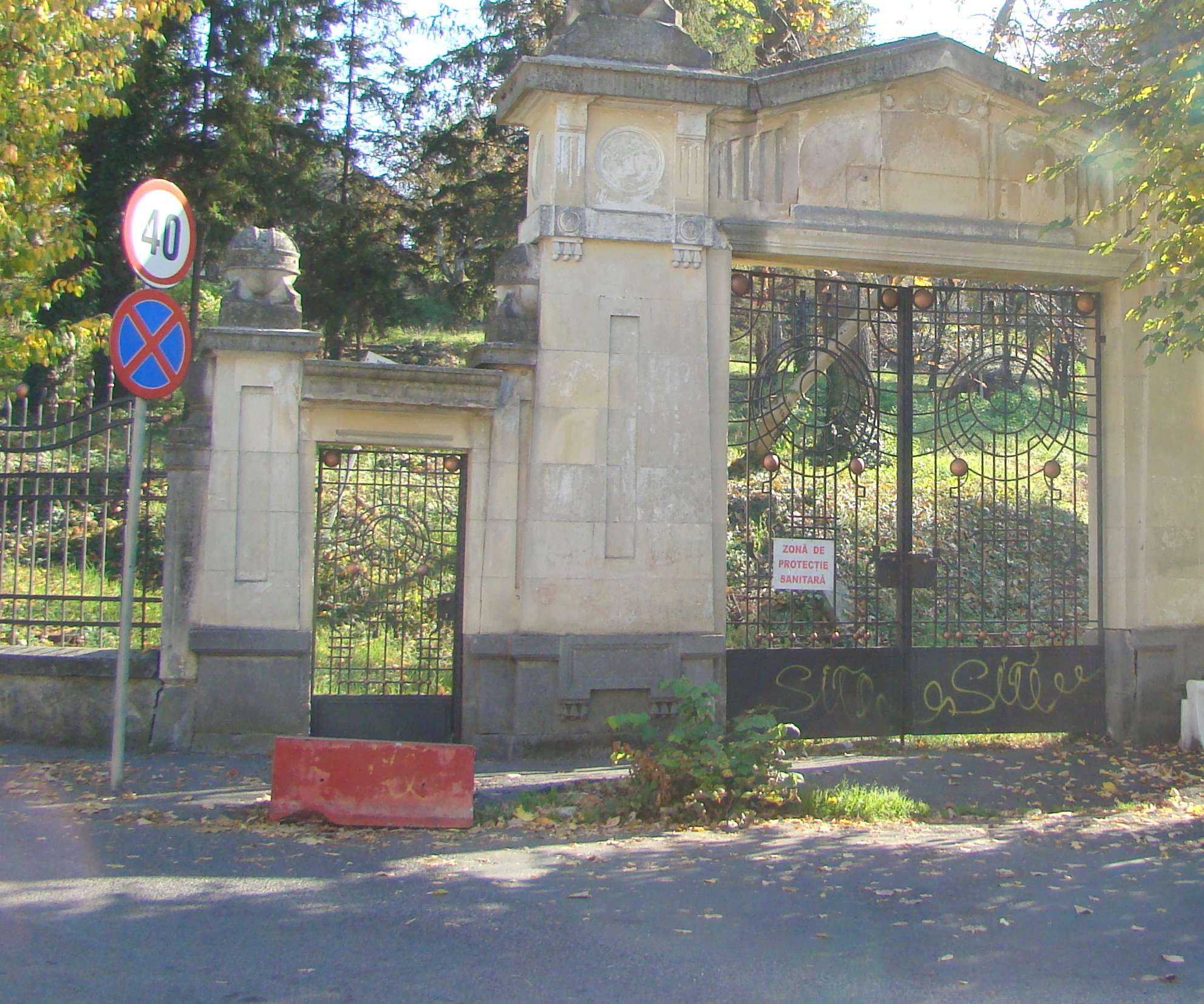
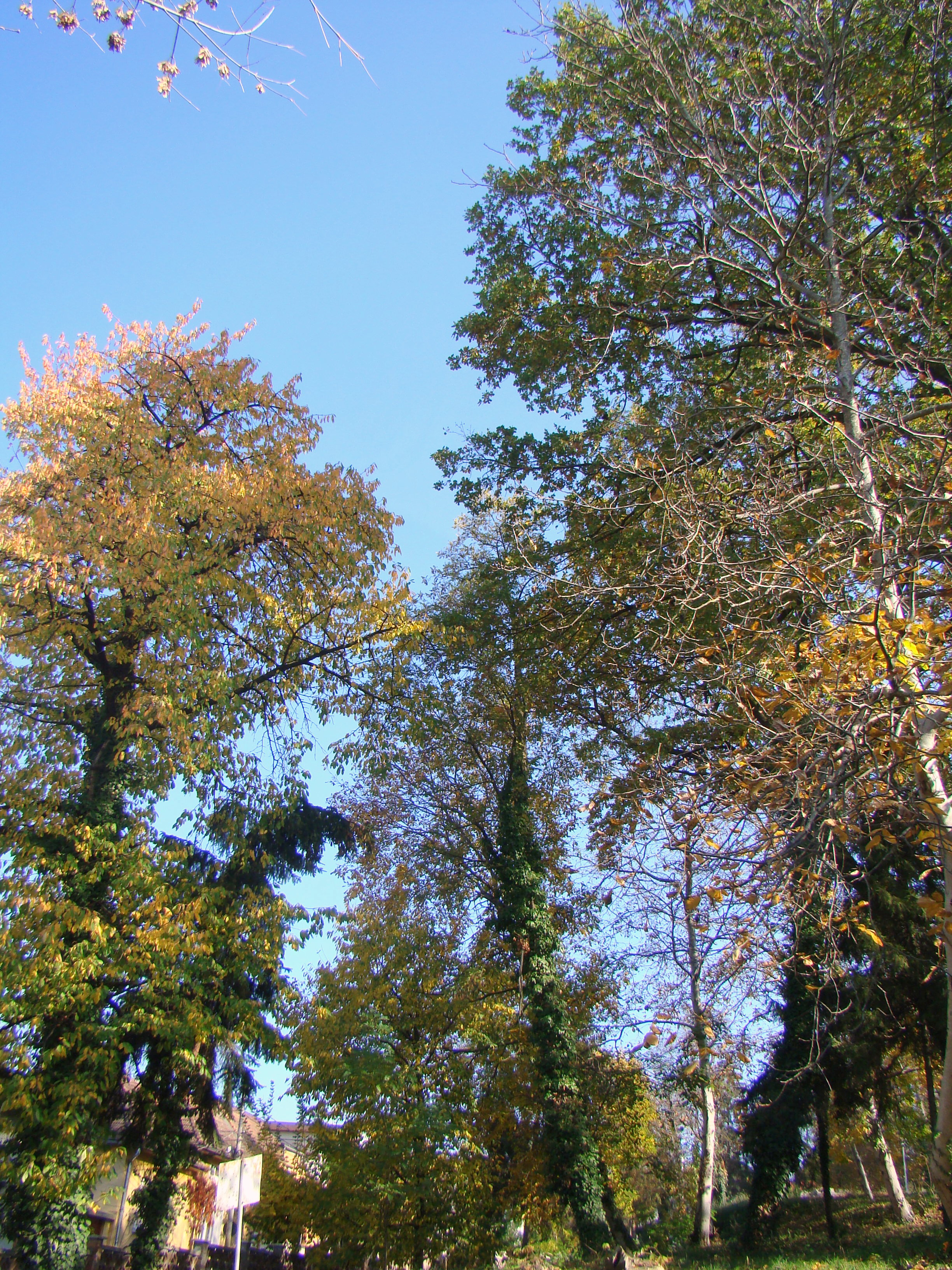
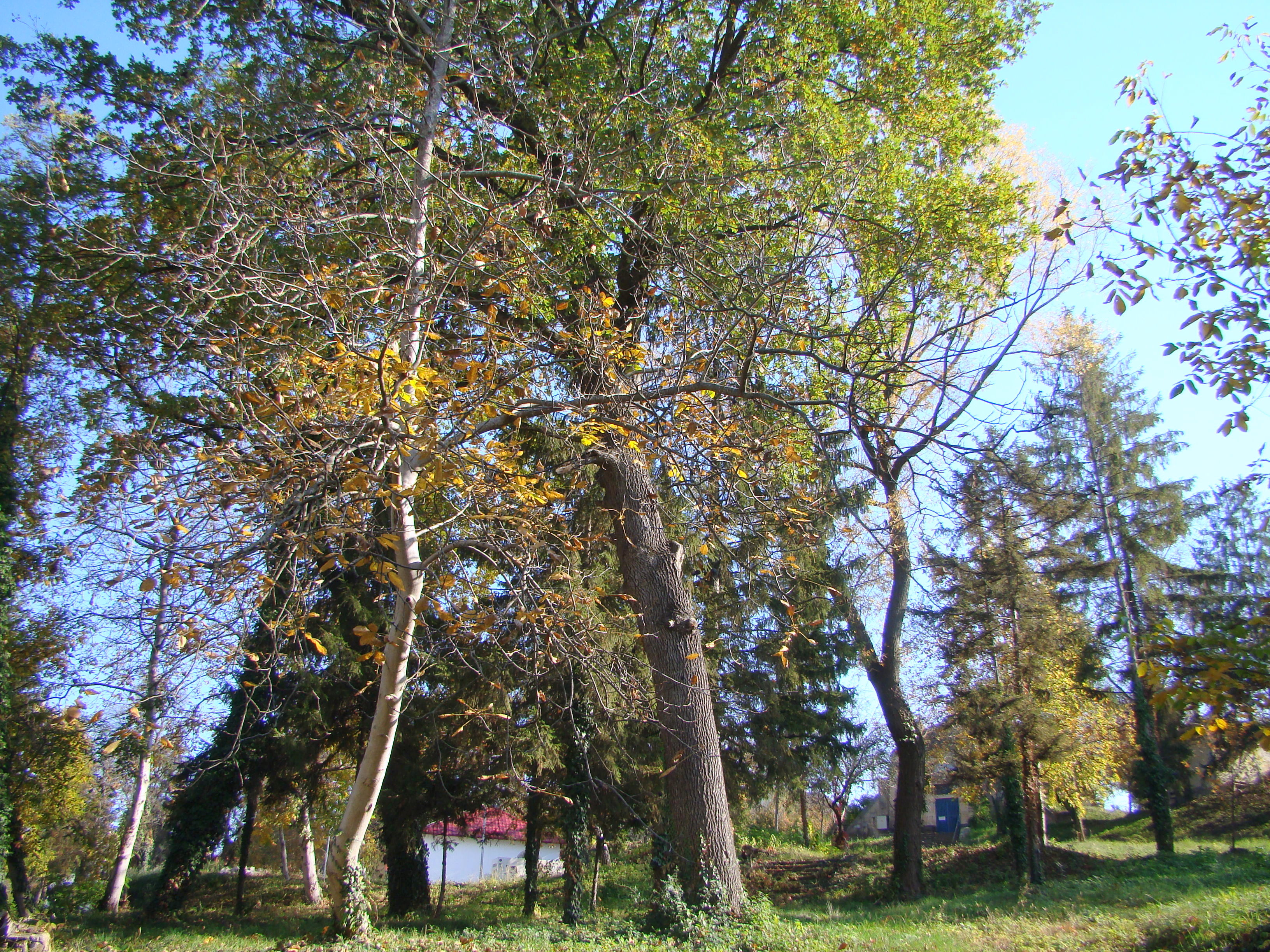
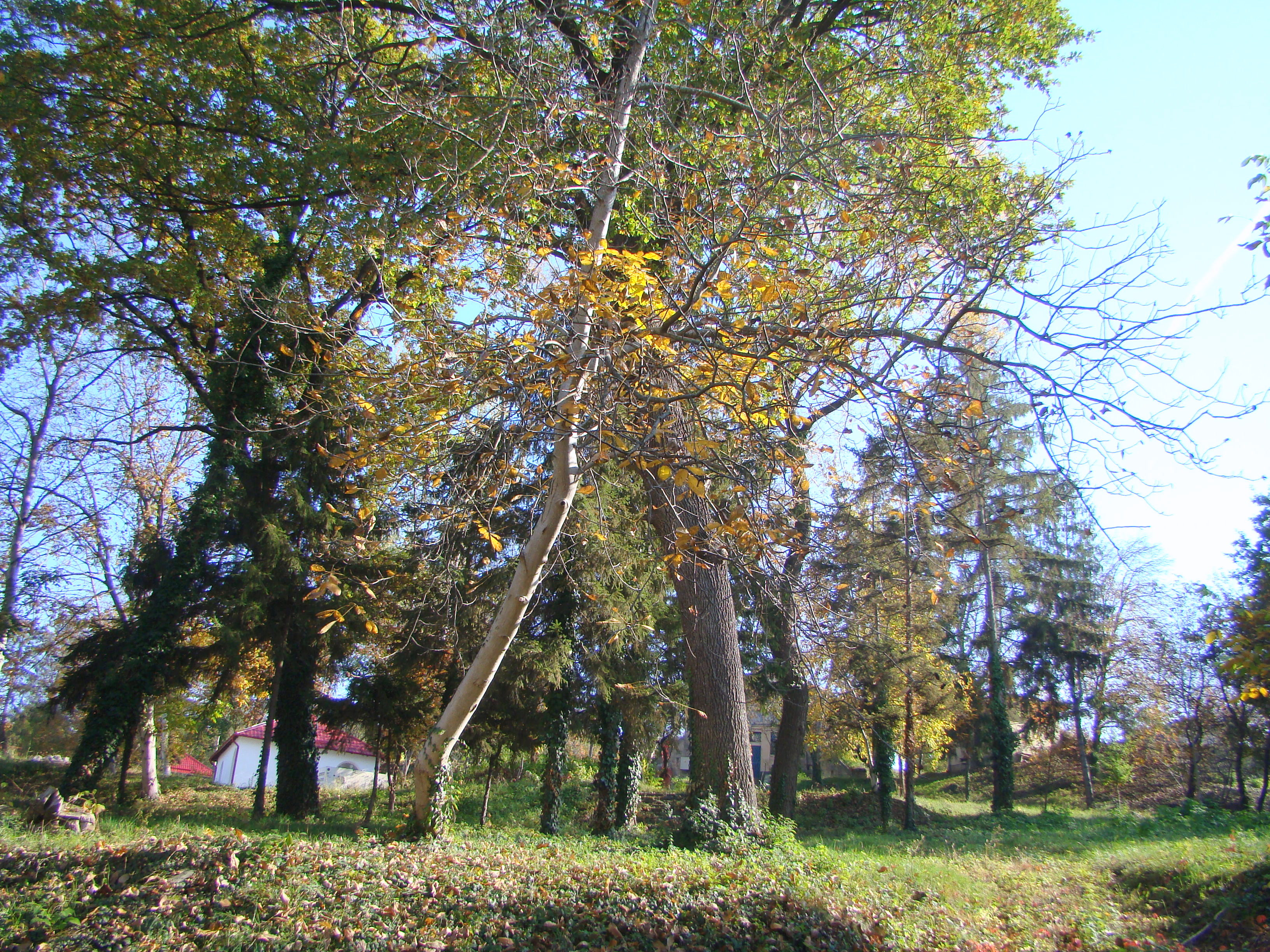
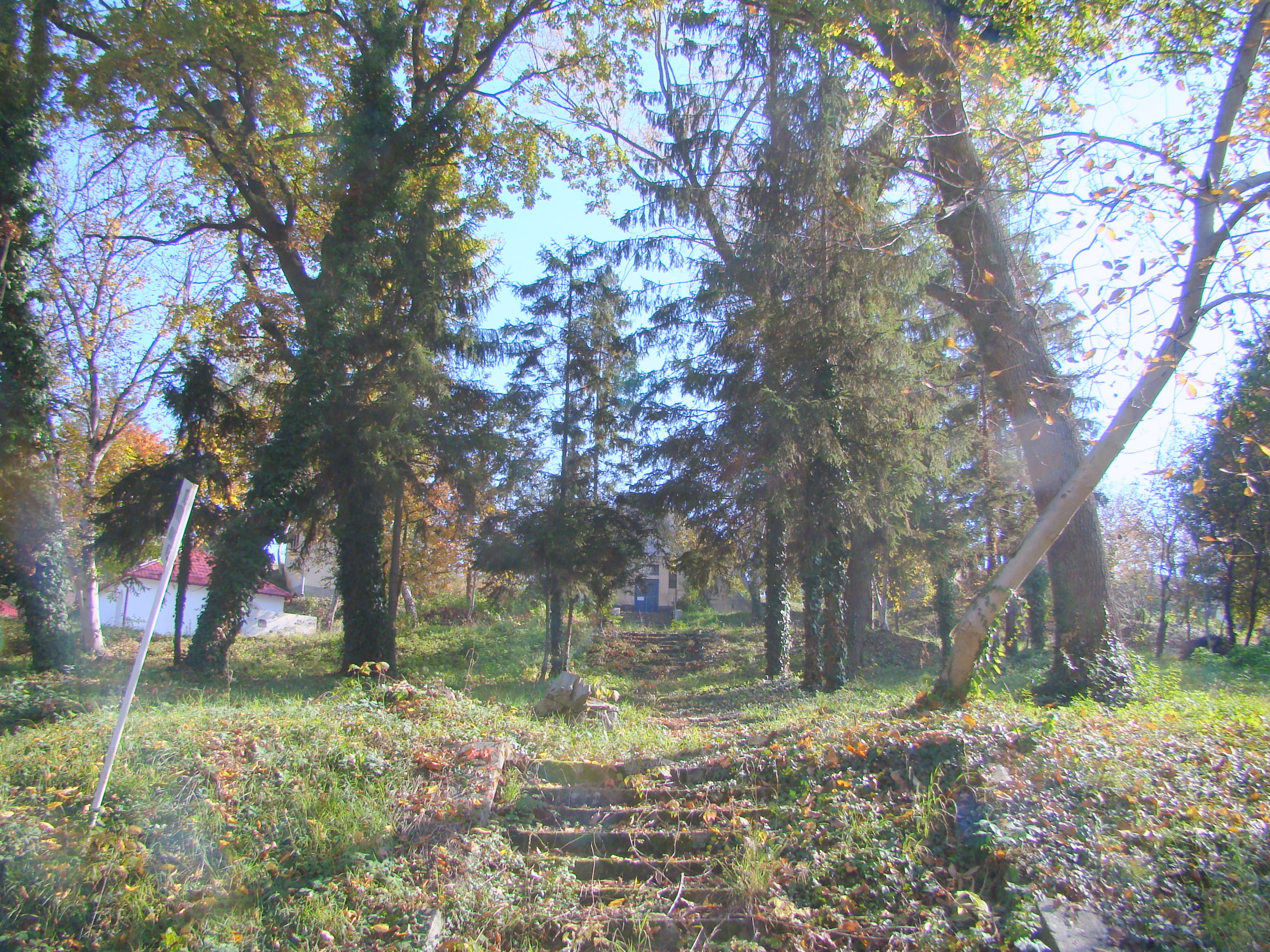
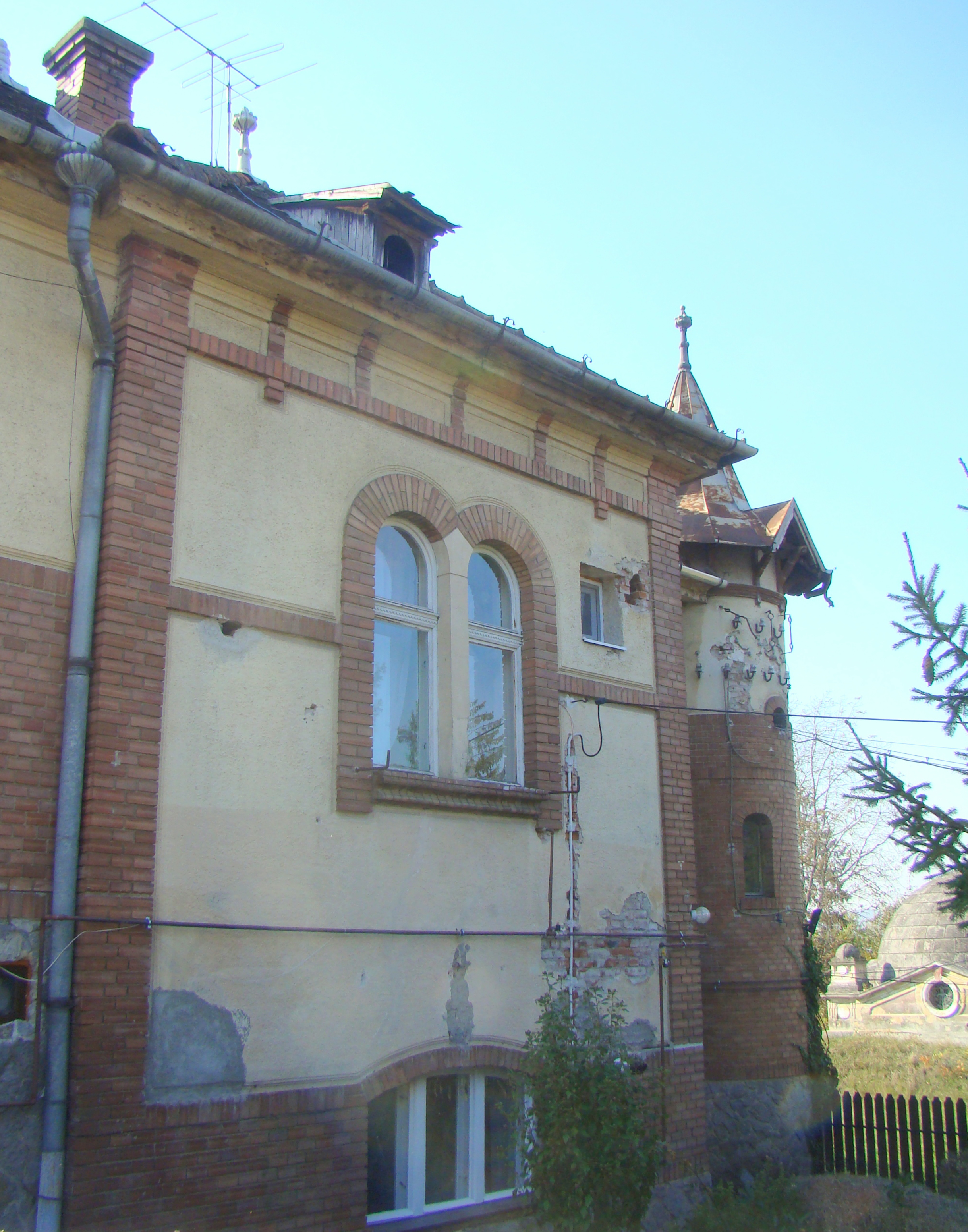